# Comarca di Loja
La comarca di Loja (in spagnolo: Comarca de Loja) è una comarca della Spagna, situata nella provincia di Granada, in Andalusia.